# Peroxidisulfato
El ion peroxidisulfato, S
2O2−
8, es un oxianión; el anión del ácido peroxidisulfúrico. Se le conoce comúnmente como persulfato, pero este término también se refiere al ion peroxomonosulfato, SO2−
5. También se denomina peroxodisulfato. El peroxidisulfato contiene un grupo peróxido, -O-O-, lo que les confiere un carácter fuertemente oxidante. A pesar de que el ácido peroxidisulfurico, H2S2O8, es un ácido diprótico, solo se conocen sales neutras tipo M2S2O8, de las que son interesantes las de amonio ((NH4)2S2O8) y las de sodio (Na2S2O8) y potasio (K2S2O8), desconociéndose la existencia de peroxidisulfatos ácidos de estos cationes. Estas sales son sólidos incoloros, solubles en agua y muy oxidantes.Cada año se producen aproximadamente 500.000 toneladas de sales que contienen este anión. 

## Propiedades químicas
Todos los peroxidisulfatos se descomponen lentamente en medio acuoso, transformándose en sulfatos y liberando oxígeno. La disolución resultante tiene carácter ácido.
{\displaystyle {\ce {2S2O8^2- + H2O -> 4SO4^2- + 4H+ +O2}}}
La velocidad de descomposición aumenta a calentar la disolución acuosa en la que se encuentra el peroxidisulfato. 
Los peroxidisulfatos son fuertemente oxidantes, por lo que se utilizan en el laboratorio de análisis químicos en los pasos previos de preparación del analito, cuando se necesita que este sea oxidado. A ello contribuye el hecho de que el exceso de reactivo, como ocurre con los peróxidos, es fácil de eliminar por ebullición.En medio ácido oxidan el Fe(II) a Fe(III), el V8IV) a V(V) y el Cr(III) a Cr(VI).
Utilizando el ion Ag+ como catalizador y en disolución ácida y caliente, el peroxidisulfato puede oxidar el Mn(II) a permanganato, MnO4-.
{\displaystyle {\ce {2Mn^2+ + 5S2O8^2- + 8H2O -> 2MnO4- + 10SO4^2- + 16H+}}}
Además, el peroxidisulfato también tiene actividad oxidante en medio alcalino. En este medio convierte los hidróxidos de Mn(II), Co(II), Ni(II) y Pb(II) en óxidos de valencia superior, en un comportamiento muy parecido al del peróxido de hidrógeno (H2O2). 
En disolución concentrada puede oxidar el catión Ag+ y convertirlo en óxido de plata(II), que precipita como un sólido negro.
{\displaystyle {\ce {S2O8^2- + 2Ag+ + H2O -> 2SO4^2- + 4H+ +2AgO(s)}}}

## Aplicaciones
Las sales de peroxidisulfato se utilizan principalmente para iniciar la polimerización de diversos alquenos, como el estireno, el acrilonitrilo y los fluoroalquenos. La polimerización se inicia por homólisis del peroxidisulfato:
  {\displaystyle {\ce {[O3SO-OSO3]^2- <=> 2[SO4]^{.-}}}}
Además, el peroxidisulfato de sodio puede utilizarse para la recuperación de suelos y aguas subterráneas, el tratamiento de aguas y aguas residuales y el grabado de cobre en placas de circuitos.También se ha utilizado para fabricar decolorantes y aclarantes para el cabello, fármacos médicos, celofán, caucho, jabones, detergentes, papeles adhesivos, tintes para textiles y en fotografía.
Además de sus importantes aplicaciones comerciales, el peroxidisulfato participa en reacciones de interés en el laboratorio:
- Oxidación del persulfato de Elbs
- Oxidación de Ag+ a Ag2+, como la preparación de tetraquis(piridina)plata(II) peroxidisulfato
- En el análisis químico, para la preparación previa del analito cuando se requiere la oxidación de este, antes de ser determinado.

## Estructura
El peroxidisulfato es un anión centrosimétrico. La distancia O-O es de 1,48 Å. Los centros de azufre son tetraédricos.